# Корунд (комуна)
Корунд (рум. Corund) — комуна у повіті Харгіта в Румунії. До складу комуни входять такі села (дані про населення за 2002 рік):
- Атія (266 осіб)
- Валя-луй-Павел (395 осіб)
- Калонда (34 особи)
- Корунд (5150 осіб) — адміністративний центр комуни
- Финтина-Бразілор (335 осіб)

Комуна розташована на відстані 236 км на північ від Бухареста, 49 км на захід від М'єркуря-Чука, 125 км на схід від Клуж-Напоки, 96 км на північ від Брашова.

## Населення
За даними перепису населення 2002 року у комуні проживали 6180 осіб.
Національний склад населення комуни:
| Національність | Кількість осіб | Відсоток |
| -------------- | -------------- | -------- |
| угорці         | 5896           | 95,4%    |
| цигани         | 260            | 4,2%     |
| румуни         | 23             | 0,4%     |
| німці          | 1              | < 0,1%   |

Рідною мовою назвали:
| Мова      | Кількість осіб | Відсоток |
| --------- | -------------- | -------- |
| угорська  | 6056           | 98,0%    |
| циганська | 105            | 1,7%     |
| румунська | 19             | 0,3%     |

Склад населення комуни за віросповіданням:
| Релігія       | Кількість осіб | Відсоток |
| ------------- | -------------- | -------- |
| римо-католики | 4872           | 78,8%    |
| унітарії      | 1018           | 16,5%    |
| реформати     | 99             | 1,6%     |
| баптисти      | 36             | 0,6%     |
| адвентисти    | 20             | 0,3%     |
| православні   | 18             | 0,3%     |
| не релігійні  | 16             | 0,3%     |
| п'ятдесятники | 13             | 0,2%     |